# Scott Hoch
Scott Mabon Hoch (Raleigh, North Carolina, 24 november 1955) is een Amerikaanse golfprofessional. Hij speelt tegenwoordig op de Champions Tour.

## Amateur
Als amateur was Hoch in 1977 en 1978 All American. Hij was ook tweevoudig Atlantic Coast Conference winnaar 

### Winnaar
- 1977: Northeast Amateur
- 1978: Rice Planters Amateur Tournament
- 1979: finalist US Amateur

### Teams
- Walker Cup: 1979
- Eisenhower Trophy: 1978

## Professional
Hoch werd in 1979 professional en behaalde in zijn Rookie-jaar al zijn eerste overwinning. Hij heeft altijd in de top-40 op de Amerikaanse PGA Tour gestaan behalve in 1992, toen hij aan zijn schouder moest worden geopereerd. In Nederland is hij vooral bekend omdat hij het Heineken Open heeft gewonnen in 1995. 
In eigen land is hij bekend om zijn 11 overwinningen op de Amerikaanse PGA Tour. Ook heeft hij in 1997 en 2002 zijn land vertegenwoordigd in de Ryder Cup.

### Gewonnen

#### Europese Tour
- 1995: Heineken Dutch Open

#### PGA Tour
- 1980: Quad Cities Open
- 1982: USF&G Classic
- 1984: Miller High Life QCO
- 1989: Las Vegas Invitational. Hij gaf $100.000 van zijn prijzengeld aan Arnold Palmers Kinderziekenhuis in Orlando.
- 1994: Bob Hope Chrysler Classic
- 1995: Greater Milwaukee Open
- 1996: Michelob Championship in Kingsmill
- 1997: Greater Milwaukee Open
- 2001: Greater Greensboro Chrysler Classic, Advil Western Open
- 2003: Ford Championship in Doral

#### Japan Golf tour
- 1982: Pacific Masters, Casio World Open
- 1986: Casio World Open

#### Elders
- 1990: Korea Open
- 1991: Korea Open

### Teams
- Chrysler Team Championship: 1986 (met Gary Hallberg)
- Presidents Cup: 1994 (winnaars), 96 (winnaars)
- Ryder Cup: 1997 en 2002

### Champions Tour
Nu Scott Hoch de vijftig is gepasseerd speelt hij op de Champions Tour. In 2005 is hij geopereerd aan zijn linkerpols, waardoor hij 2 jaar lang uit de roulatie was, maar sindsdien heeft hij al enkele overwinningen behaald:

2007: FedEx Kinko's Classic 

2008: Allianz Championship, The ACE Group Classic

## Trauma
Niemand die het op televisie gezien heeft, zal vergeten dat Scott Hoch in 1989 een putt van 60 cm miste in een play-off tegen Nick Faldo. Ze waren op de Masters op Augusta, en speelden de eerste extra hole. Hoch miste de putt, Faldo won de volgende hole en daarmee zijn eerste Masters.